# Sasaki Moritsuna

Sasaki Moritsuna. Foi um Kugyō (nobre) do período Heian da história do Japão. Foi também um Bushō (Comandante Militar). Foi o terceiro filho de Sasaki Sadatsuna . Também era conhecido como Kaji Moritsuna.
Em 1184 Moritsuna dirigiu o ataque na Batalha de Kojima da Guerra Genpei. Enquanto Minamoto no Noriyori perseguia os sobreviventes  Taira que fugiam da Batalha de Ichi-no-Tani, em direção a cidade de Yashima (atual Takamatsu). Moritsuna cruzou a nado com seus cavalos por um ponto raso do estreito que separa a Ilha de Kojima de Honshū fazendo com que  Noriyori  pudesse em seguida lançar uma carga de cavalaria sobre as forças de Taira no Yukimori. .
Entre 1185 e 1190 serviu diretamente a Yoritomo o escoltando nas missões oficiais.
Em 1195 foi nomeado Capitão da Guarda Imperial (Hyōe-fu). E Shugo de Echigo entre 1195 e 1199.
Entre 1201 - 1203 foi enviado para controlar a Rebelião Kennin na província de Echigo 
| Precedido por Ninguém       | 1º Líder do Clã Kaji                        | Sucedido por Kaji Nobuzane  |
| Precedido por Hiki Tomomune | 2º Shugo da Província de Echigo 1195 - 1199 | Sucedido por Hōjō Yoshitoki |